# Odžak (Posavina)
Pour les articles homonymes, voir Odžak.
Odžak (en cyrillique : Оџак) est une ville et une municipalité de Bosnie-Herzégovine située dans le canton de la Posavina et dans la fédération de Bosnie-et-Herzégovine. Selon les premiers résultats du recensement bosnien de 2013, la ville intra muros compte 9 162 habitants et la municipalité 21 289.

## Géographie
Odžak est située au nord de la Bosnie-Herzégovine, près de la Save et à 10 km de la frontière avec la Croatie. La municipalité est entourée par celles de Brod à l'ouest, de Vukosavlje à l'ouest et au sud-ouest, de Modriča au sud et au sud-est et de Šamac à l'est.

## Histoire
La ville d'Odžak est mentionnée pour la première fois en 1593.
Après la guerre de Bosnie-Herzégovine et à la suite des accords de Dayton (1995), une partie de la municipalité, comme Ada, a été rattachée à la municipalité nouvellement créée de Vukosavlje, intégrée à la république serbe de Bosnie.

## Localités

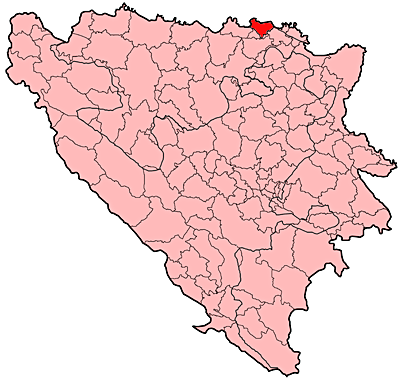
Localisation de la municipalité d'Odžak en Bosnie-Herzégovine

La municipalité d'Odžak compte 14 localités :
| - Ada - Bosanski Šamac - Brusnica Mala - Donja Dubica - Donji Svilaj - Gornja Dubica - Gornji Svilaj | - Novi Grad - Novo Selo - Odžak - Posavska Mahala - Potočani - Prud - Vrbovac |

## Démographie

### Villeintra muros

#### Évolution historique de la population dans la villeintra muros
| 1948 | 1953 | 1961  | 1971  | 1981  | 1991  | 2013  |
| ---- | ---- | ----- | ----- | ----- | ----- | ----- |
| -    | -    | 4 617 | 6 064 | 7 634 | 9 386 | 9 162 |

|  |

### Municipalité

#### Évolution historique de la population dans la municipalité
| 1961   | 1971   | 1981   | 1991   | 2013   |
| ------ | ------ | ------ | ------ | ------ |
| 22 394 | 25 901 | 27 895 | 30 056 | 21 289 |

#### Répartition de la population dans la municipalité (1991)
En 1991, sur un total de 30 056 habitants, la population se répartissait de la manière suivante :

## Politique
À la suite des élections locales de 2012, les 25 sièges de l'assemblée municipale se répartissaient de la manière suivante :
| Parti                                                               | Sièges |
| ------------------------------------------------------------------- | ------ |
| Union démocratique croate de Bosnie-Herzégovine (HDZ BiH)           | 6      |
| Parti d'action démocratique (SDA)                                   | 5      |
| Union démocratique croate 1990 (HDZ 1990)                           | 3      |
| Parti social-démocrate (SDP)                                        | 2      |
| Parti de la Posavina                                                | 2      |
| Parti croate du Droit de Herceg Bosna                               | 2      |
| Parti croate du Droit (HSP BiH)                                     | 1      |
| Parti populaire de l'amélioration par le travail (Za boljitak)      | 1      |
| Parti pour la Bosnie-Herzégovine (SBiH)                             | 1      |
| Alliance pour un meilleur avenir de la Bosnie-Herzégovine (SBB BiH) | 1      |
| Minorités nationales                                                | 1      |

Hajrudin Hadžidedić, membre du Parti d'action démocratique (SDA), a été élu maire de la municipalité.